# 文化的阐释
《文化的阐释：论文选集》（英語：The Interpretation of Cultures: Selected Essays）是美国人类学家克利福德·格尔茨1973年出版的学术著作。这部文化人类学领域的基础文献，系统阐述了格尔茨关于文化研究与理解的核心观点。全书论文共同倡导人类学研究新范式，主张通过阐释性分析解读文化，认为人类悬挂在自己所编织的“意义之网”（英語：webs of significance）之上。该著作入选《泰晤士报文学增刊》“二战后最具影响力百部著作”榜单。
该书1973年由Basic Books出版初版，截至2000年学术增订版推出前已重印12次；增订版增收了格尔茨亲撰的纲领性序言。

## 核心概念
《文化的阐释》的核心贡献在于格尔茨提出的浓描（也译作“深描”）理论，这种定性研究方法要求对文化现象进行语境化、有厚度的描摹。该方法超越对行为仪式的表层记录，着力解构文化实践中蕴藏的复杂意义结构。通过深描，研究者得以呈现文化实践的鲜活肌理，使外部观察获得有效阐释。
格尔茨创新性地重新定义文化本质，指出文化并非客观存在的行为集合，而是一个动态演化的符号意义网络，是文化学习和象征基础上的概念的集合。他引用马克思·韦伯语，认为人类“悬挂在自己所编织的意义之网”中，把文化视为网络，将人类学核心任务定位为符号破译。

### 作为文化体系的宗教与意识形态
格尔茨开创性论证宗教与意识形态作为文化体系的功能。宗教为信徒建构“终极真实”的认知框架，通过赋予世界秩序感化解生命中的无序性与存在矛盾。其理论强调，宗教符号核心功能在于衔接社会精神气质（主导生活的道德审美取向）与其世界观（对存在秩序的认知）。
意识形态则被阐释为文化符号系统，为个体提供理解社会政治环境的认知图式。格尔茨指出，意识形态是人类应对社会复杂性的导航机制，既生成特定问题的策略性方案，也通过简化或夸张重构现实认知。此理论揭示，只有把握意识形态的符号维度，才能真正理解其社会政治影响力。

## 影响和评价
格尔茨1974年以《文化的阐释》获美国社会学会索罗金学术著作奖，授奖词称其“开创文化阐释新纪元”。该书奠基性贡献在于确立浓描方法论的核心地位。
《文化的阐释》引发了人类学的“阐释转向”，从普适法则探索转向文化符号的语境化解读，此范式转型被奉为现代人类学理论分水岭。浓描范式跨学科辐射，成为社会科学质性研究的核心范式，强调文化符号必须在意义网络中被诠释的原则，重塑了当代民族志研究范式。格尔茨的理论体系催生了象征人类学学派，推动文化理论创新。
作为文化人类学理论的基础性作品，该书构建的“文化符号阐释模型”获学界推崇。主要争议点在于理论架构的思辨深度，批评者指其存在“阐释的自我指涉性”难题。

## 延伸阅读
- 克利福德·格尔茨. . 人文与社会译丛. 由甘会斌; 杨德睿翻译. 译林出版社. 2025. ISBN 978-7-5753-0310-1.